# Морган, Майкл
Майкл Деннис Морган (англ. Michael Dennis Morgan; род. 19 декабря 1946, Сидней, Новый Южный Уэльс) — австралийский гребец, серебряный призёр летних Олимпийских игр (1968).

## Биография
Майкл Морган родился 19 декабря 1946 года в Сиднее. Он учился в Ньюингтонском колледже, где и начал заниматься греблей, а затем перешёл в Сиднейский гребной клуб.
Морган несколько раз выигрывал чемпионаты штата Новый Южный Уэльс и становился обладателем ряда титулов. Он шесть лет подряд участвовал в Кубке короля с 1968 по 1973 год, выиграв его в 1968 и 1972 годах.
Он представлял Австралию на нескольких Олимпийских играх подряд. В 1968 году он завоевал серебро завоевал серебро на Олимпийских играх в Мехико, став членом австралийской восьмёрки, а в 1972 году был участником Олимпийских игр в Мюнхене.
В дальнейшем Морган тренировал молодежные команды Нового Южного Уэльса и команды Кубка короля и в 1976 году в третий раз поехал на Олимпийские игры, но в этот раз в качестве тренера. Большую часть тренерской карьеры Морган провёл в Сиднейском гребном клубе.